# Craspedosis aurigutta
Craspedosis aurigutta là một loài bướm đêm trong họ Geometridae.